# Richard Avedon
Richard Avedon (New York, 15 maggio 1923 – San Antonio, 1º ottobre 2004) è stato un fotografo e ritrattista statunitense, celebre per i suoi innumerevoli ritratti in bianco e nero.

## Biografia
La sua carriera di fotografo cominciò nella Marina mercantile: assegnato alle autopsie e alle foto d'identità, scattò dei ritratti dei suoi compagni di camerata. Nel 1944 si unì al gruppo della rivista di moda Harper's Bazaar, nel quale restò per dodici anni cambiando il concetto di foto nella moda, collocando le modelle, solitamente irrigidite nella posa, per strada o in locali notturni. In seguito lavorò per Vogue, Life, Mademoiselle, Gianni Versace, Jil Sander, Hugo Boss, Calvin Klein, Christian Dior e Clairol, specializzandosi nei ritratti.
Nel 1974 espose al museo d'arte moderna di New York (MOMA) alcuni ritratti di suo padre divorato dal cancro. Collaborò con riviste prestigiose quali The New Yorker e Rolling Stone. Realizzò le edizioni 1995 e 1997 del prestigioso calendario Pirelli. Nel 1979 intraprese un viaggio della durata di cinque anni nella parte Ovest degli Stati Uniti. Durante il cammino Avedon scattò delle fotografie in grande formato alla classe operaia americana che raccolse nel libro "In the American West".

## Vita privata
I suoi genitori Jacob e Anna, immigrati russi, erano imprenditori nel settore dell'abbigliamento.
Avedon fu sposato con la modella e attrice Doe Avedon dal 1944 al 1949 e con Evelyn Franklin dal 1951 al 2004. Morì nel 2004 per le complicazioni seguite a un'emorragia cerebrale.

## Opere
Le opere di Avedon sono esposte nel Museum of Modern Art e Metropolitan Museum of Art di New York, nel Centre Georges Pompidou di Parigi e in molti altri musei di tutto il mondo.

### Foto celebri
- Dovima with Elephants, 1955
- Marilyn Monroe, actress, 1957
- Dwight David Eisenhower, President of the United States, 1964
- Marella Agnelli
- J. Robert Oppenheimer
- Ronald Fischer, beekeeper, 1981
- Matteo Petrelli, 2004

## Pubblicazioni
- The family 1976 Richard Avedon, in Rolling Stone, n. 224, 21 ottobre 1976.
- In the American West, Harry N Abrams Inc, 2005, ISBN 978-0810959286

### Libri (monografie)
| Anno | Titolo                                                               | Editore                           | Note |
| ---- | -------------------------------------------------------------------- | --------------------------------- | --- |
| 1959 | Observations                                                         | Simon and Schuster (U.S.A.)       | Testi di Truman Capote, con ritratti di molti personaggi famosi del XX secolo, tra questi Picasso, J. Robert Oppenheimer e Mae West. |
| 1964 | Nothing Personal                                                     | Atheneum (U.S.A.)                 | Testi di James Baldwin |
| 1973 | Alice in Wonderland. The forming of a Company, The making of a Play' | ???                               | Testi di Doon Arbus, E. P. Dutton |
| 1976 | Portraits                                                            | Farrar Straus and Giroux (U.S.A.) | Introduzione di Harold Rosenberg |
| 1978 | Photographs 1947-1977                                                | Farrar Straus and Giroux (U.S.A.) | Trent'anni delle sue foto di moda con un saggio di Harold Brodkey |
| 1978 | In the American West 1979-1984                                       | Harry N. Abrams (U.S.A.)          | Ritratti dall'Ovest americano |
| 1993 | An Autobiography                                                     | Jonathan Cape (U.S.A.)            | Contiene 50 anni di fotografie di Avedon, 284 immagini che spaziano da malati di mente a famose celebrità come Marilyn Monroe e Andy Warhol, e anche sua madre e suo padre. Le immagini non sono disposte cronologicamente ma il loro ordine è usato per raccontare la storia di una vita. |
| 1994 | Evidence 1944-1994                                                   | Random House (U.S.A.)             | Con saggi di Jane Livingston e Adam Gopnik. Più di 600 immagini che comprendono foto di moda, ritratti, lavori giornalistici, schizzi, istantanee e provini per ripercorrere 50 anni di fotografia. Comunque, nonostante contenga molte immagini, il libro si concentra più sui saggi e sul testo a proposito di Avedon piuttosto che essere interamente basato sulle sue foto. Vince il Premio Nadar come miglior libro di fotografia francese del 1994. |
| 1994 | Calendario Pirelli                                                   | Pirelli (Italia)                  | Calendario 1995 con Nadja Auermann • Naomi Campbell • Farrah Summerford • Christy Turlington |
| 1996 | Calendario Pirelli                                                   | Pirelli (Italia)                  | Calendario 1997 con Monica Bellucci • Melanie Bitti • Waris Dirie • Honor Fraser • Anna Klevhag • Annie Morton • Julia Ortiz • Irina Pantaeva • Sophie Patitz • Brandi Quiñones • Cordula Reyer • Inés Sastre • Kristina Semenovskaia • Jenny Shimizu • Ling Tang • Nikki Uberti • Marie Sophie Wilson • Tatiana Zavialova • Gisele Zelauy |
| 1998 | Versace - Avedon (The Naked And The Dressed)                         | Silvana Editoriale (Italia)       | Monografia sulle campagne pubblicitarie di Gianni Versace |
| 1999 | Avedon The Sixties                                                   | Random House (U.S.A.)             | Richard Avedon e Doon Arbus. Contiene immagini di molti personaggi celebri come Janis Joplin, Jimi Hendrix, Twiggy, e rock band come gli Aerosmith. |
| 2001 | Made in France                                                       | Fraenkel Gallery (U.S.A.)         | Catalogo della retrospettiva di ritratti di moda di Avedon a partire dagli anni 1950. Il libro è caro perché le immagini sono stampate su lastre a tre toni. Saggio di Judith Thurman. |
| 2002 | Portraits                                                            | Harry N. Abrams (U.S.A.)          | Cinquanta immagini in bianco e nero di celebrità e personaggi del progetto In The American West. La sua realizzazione coincise con una mostra al Metropolitan Museum of Art di New York. Saggio di Maria Morris Hambourg e Mia Fineman, saggio di Richard Avedon, prefazione di Philippe de Montebello. |
| 2002 | Ritratti                                                             | Idea Books (Italia)               | Edizione italiana di "Portraits" |
| 2005 | Woman In the Mirror                                                  | Harry N. Abrams (U.S.A.)          | Monografia |
| 2007 | The Kennedys: Portrait Of A Family                                   | Smithsonian Institution (U.S.A.)  | Monografia sulla famiglia Kennedy |
| 2008 | Performance                                                          | De Agostini (Italia)              | Monografia |
| 2009 | Avedon Fashion 1944-2000                                             | Harry N. Abrams (U.S.A.)          | Monografia |
| 2012 | Avedon: Murals And Portraits                                         | Harry N. Abrams (U.S.A.)          | Monografia |

### Libri (Collettivi)
- Film-Star Portraits Of The Fifties, 163 Glamor Photos, Dover Publications (New York); (1980), pp. ??-??
- Rolling Stone: The Photographs, Simon & Schuster Editions (New York); (1989), pp. ??-??
- Visionaire 22 "CHIC", Visionaire (New York); (1991), pp. ??-??
- Calendario Pirelli 1964-2004, Rizzoli (Milano); (2004), pp. ??-??
- Carlo Mollino: Il Messaggio Della Camera Oscura, AdArte (Milano); (2006), pp. ??-??
- Monica Bellucci, Rizzoli Editore (Milano); (2010), pp. ??-??
- Kate Moss, Rizzoli; (2012), pp. ??-??

## Riconoscimenti
- 1987 - Hasselblad Award[4]